# Équipe de Serbie des moins de 17 ans de football
Maillots
L'équipe de Serbie de football des moins de 17 ans est constituée par une sélection des meilleurs joueurs serbes de moins de 17 ans sous l'égide de la Fédération de Serbie de football. 
La sélection n'a jamais atteint la finale du Championnat d'Europe de football des moins de 17 ans, ou de la Coupe du monde de football des moins de 17 ans. De 1992 à 2003, le pays porte le nom de République fédérale de Yougoslavie ; de 2003 à 2006, celui de Serbie-et-Monténégro ; depuis 2006, celui de Serbie.

## Parcours

### Parcours en Championnat d'Europe
| - 1993 : Non inscrite - 1994 : Non inscrite - 1995 : Non inscrite - 1996 : Non qualifiée - 1997 : Non qualifiée - 1998 : Non qualifiée - 1999 : Non qualifiée - 2000 : Non qualifiée - 2001 : Non qualifiée - 2002 : Quarts-de-finale |  | - 2003 : Non qualifiée - 2004 : Non qualifiée - 2005 : Non qualifiée - 2006 : 1er tour - 2007 : Non qualifiée - 2008 : 1er tour - 2009 : Non qualifiée - 2010 : Non qualifiée - 2011 : 1er tour - 2012 : Non qualifiée - 2013 : Non qualifiée |  | - 2014 : Non qualifiée - 2015 : Non qualifiée - 2016 : 1er tour - 2017 : 1er tour - 2018 : 1er tour - 2019 : Non qualifiée - 2020 - 2021 : Editions annulées - 2022 : Demi-finaliste - 2023 : Quarts-de-finale - 2024 : Demi-finaliste |

### Parcours en Coupe du monde
| - 1993 : Non qualifiée - 1995 : Non qualifiée - 1997 : Non qualifiée - 1999 : Non qualifiée - 2001 : Non qualifiée - 2003 : Non qualifiée - 2005 : Non qualifiée - 2007 : Non qualifiée - 2009 : Non qualifiée - 2011 : Non qualifiée |  | - 2013 : Non qualifiée - 2015 : Non qualifiée - 2017 : Non qualifiée - 2019 : Non qualifiée - 2023 : Non qualifiée |